# Apophua genalis
Apophua genalis är en stekelart som först beskrevs av Moller 1883.  Apophua genalis ingår i släktet Apophua och familjen brokparasitsteklar. Arten är reproducerande i Sverige.

## Underarter
Arten delas in i följande underarter:
- A. g. nigroantennata
- A. g. kasparyani